# Plana Baixa
Die Comarca Plana Baixa ist eine der acht Comarcas in der Provinz Castelló der Valencianischen Gemeinschaft.
Die im Südosten gelegene Comarca umfasst 20 Gemeinden auf einer Fläche von 605,15 km².

## Gemeinden
| Gemeinde            | Einwohner (2024) | Fläche km² | Dichte Einw./km² | Cod INE | Postleitzahl |
| ------------------- | ---------------- | ---------- | ---------------- | ------- | ------------ |
| Aín                 | 131              | 12,29      | 11               | 12002   | 12222        |
| Alcudia de Veo      | 213              | 30,66      | 7                | 12006   | 12222        |
| Alfondeguilla       | 870              | 28,33      | 31               | 12007   | 12609        |
| Almenara            | 6.710            | 27,63      | 243              | 12011   | 12590        |
| Les Alqueries       | 4.563            | 12,61      | 362              | 12901   | 12539        |
| Artana              | 1.971            | 36,33      | 54               | 12016   | 12527        |
| Bechí               | 5.592            | 21,44      | 261              | 12021   | 12549        |
| Burriana            | 36.927           | 46,99      | 786              | 12032   | 12530        |
| Chilches            | 3.094            | 13,58      | 228              | 12053   | 12592        |
| Eslida              | 785              | 18,13      | 43               | 12057   | 12528        |
| La Llosa            | 1.042            | 10,03      | 104              | 12074   | 12591        |
| Moncofa             | 8.011            | 14,53      | 551              | 12077   | 12593        |
| Nules               | 14.062           | 50,53      | 278              | 12082   | 12520        |
| Onda                | 25.817           | 108,42     | 238              | 12084   | 12200        |
| Ribesalbes          | 1.163            | 8,55       | 136              | 12095   | 12210        |
| Sueras              | 573              | 22,22      | 26               | 12108   | 12223        |
| Tales               | 834              | 14,53      | 57               | 12109   | 12221        |
| La Vall d’Uixó      | 31.884           | 67,08      | 475              | 12126   | 12600        |
| Villarreal          | 52.505           | 55,12      | 953              | 12135   | 12540        |
| La Vilavella        | 3.073            | 6,15       | 500              | 12136   | 12526        |
| Comarca Plana Baixa | 199.820          | 605,15     | 330              | –       | –            |

1. ↑  Instituto Nacional de Estadística Municipal Register of Spain